# Ungemachite
La ungemachite è un minerale.